# Port-d'Envaux
Port-d'Envaux là một xã trong tỉnh Charente-Maritime trong vùng Nouvelle-Aquitaine tây nam nước Pháp. Xã này nằm ở khu vực có độ cao từ 2-59 mét trên mực nước biển.